# Chantal Lanvin
 (janvier 2015).
Si vous disposez d'ouvrages ou d'articles de référence ou si vous connaissez des sites web de qualité traitant du thème abordé ici, merci de compléter l'article en donnant les références utiles à sa vérifiabilité et en les liant à la section « Notes et références ».
Chantal Lanvin est une artiste peintre française née le 27 octobre 1929 à Dijon et décédée le 2 mars 2013 à Villeneuve-sur-Lot. 

## Biographie
Issue d'une fratrie de cinq enfants, elle est la fille de Pierre Lanvin (fondateur de la chocolaterie du même nom) et de Germaine Maroniez, elle-même fille du peintre Georges Maroniez.
Dès sa prime jeunesse, sa sensibilité artistique s'exprime sous forme de poèmes, de dessins, de compositions picturales.
Elle suivra une formation artistique éclectique, étudiant notamment à l’école des Beaux-Arts de Dijon, puis à celle de Paris, ainsi qu'à l’école du Louvre.
Elle commence à exposer dès 1960 dans le cadre d'expositions de groupe et expose ensuite régulièrement tant à Paris (Grand Palais, Quai Branly, Carrousel du Louvre...) qu'en province.
Conservatrice du Musée Rapin à Villeneuve-sur-Lot pendant plus de 20 ans, elle a toujours persévéré dans une démarche artistique très personnelle, alliant différentes techniques picturales, au service d'une constante vision onirique, espiègle et ludique.
Elle est sociétaire de nombreux salons : salon d'Automne, des Artistes Français, de la Nationale des Beaux-Arts, des Indépendants...
Elle est la récipiendaire de divers prix et distinctions, tels que le Prix Aymar (1975), le Prix du Conseil Général du Lot-et-Garonne (1983), le Prix Europe Société Nationale des Beaux-Arts Carrousel du Louvre (2002), le Prix de la Ville de Castres (2004) pour n'en citer que quelques-uns.

### Œuvre
De son œuvre, Paul Guth écrivait « ballet immémorial où le temps se suspend sur un pied entre le silence et des rêves d'enfant que la vie ne parviendra jamais à combler »[Où ?].
André Laurencin, conservateur du Musée Denon (Chalon-sur-Saône) disait d'elle : « chez elle, la diversité est cohésion ».
Les œuvres de Chantal Lanvin ont été acquises, outre par des collectionneurs privés, par le Musée Paul Valéry (Sète), celui des Beaux-Arts de Pau, le Musée de Gajac (Villeneuve-sur-Lot) ou le Musée Denon (Chalon-sur-Saône). 
Les titres de ses productions tels La Marquise enchantée, Le Théâtre du Crillon, Les Amours à la grenouille, L'Enlèvement d'Europe ou Perspective sur le Lot évoquent la diversité tant des techniques que des sujets d'une œuvre portant une grande cohérence.
Une partie de son œuvre a fait l'objet d'un livre intitulé Les Théâtres de la vie aux Editions Justine.
Chantal Lanvin créait dans son atelier à Villeneuve-sur-Lot.